# Acanthodelta hilaris
Acanthodelta hilaris är en fjärilsart som beskrevs av Carl Plötz 1880. Acanthodelta hilaris ingår i släktet Acanthodelta och familjen nattflyn. Inga underarter finns listade i Catalogue of Life.